# Hytale
Hytale è stato un gioco sandbox pianificato da Hypixel Studios. Lo sviluppo è iniziato nel 2015 dagli sviluppatori del server multiplayer di Minecraft Hypixel grazie a finanziamenti di Riot Games. Riot avrebbe acquisito lo studio nel 2020. Inizialmente era previsto per Windows e macOS . Il gioco è stato cancellato nel giugno 2025 dopo tanti anni.

## Gameplay
Hytale avrebbe dovuto presentare un mondo fantasy composto da blocchi generati proceduralmente di numerose forme disposti in una griglia tridimensionale, con diversi biomi, creature e dungeon.  I giocatori avrebbero potuto partecipare a minigiochi simili a quelli trovati sul server Hypixel e avrebbero potuto creare e condividere mod e contenuti personalizzati utilizzando un set di strumenti basati su browser e in-game.  
Hytale avrebbe dovuto includere diverse aree del mondo generate proceduralmente, note come "zone", composte da molti biomi e mob .  Questa modalità era stata progettata per avere combattimenti in stile RPG con esplorazione di dungeon e incontri dinamici con i boss. Hytale avrebbe dovuto includere una costruzione basata su blocchi e molti diversi strumenti di editing del mondo e cinematografici che i giocatori potevano utilizzare nel gioco.  Era anche previsto che includesse un sistema di scripting che avrebbe consentito ai giocatori di scrivere codici nel gioco, nonché un toolkit di modellazione e animazione basato su CraftStudio che sarebbe stato utilizzato per creare risorse personalizzate.  Il gioco era pianificato per includere sia server ufficiali che gestiti dalla community. 

## Sviluppo
Lo sviluppo di Hytale è iniziato all'inizio del 2015.  Il gioco è stato sviluppato da Hypixel Studios per PC, console e dispositivi mobili.    Il client è stato inizialmente sviluppato in C# con la tecnologia server in Java,  ma sia il client che il server sono stati riscritti in C++ nel 2022.  Il gioco è stato diretto da Aaron Donaghey di Hypixel Studios, un gioco indie con sede nell'Irlanda del Nord di oltre quaranta dipendenti che si sono separati da Hypixel Inc., la società dietro il server Hypixel in Minecraft .    L'idea per Hytale è nata a causa delle modifiche EULA di Mojang nel 2014 che hanno impedito ai server di avere microtransazioni che influenzavano il gameplay, portando a un calo dell'85% delle entrate del server Hypixel.    Inizialmente volevano evitare di realizzare un gioco basato sui voxel, ma alla fine decisero di farlo poiché avevano esperienza in quel genere dal server Hypixel in Minecraft . 
Hypixel Studios inizialmente si autofinanziava con le entrate generate dal server Hypixel. Successivamente, lo studio ha ricevuto il supporto di Riot Games, che ha investito diversi milioni di dollari nello studio,     insieme a un gruppo consultivo che includeva gli imprenditori Dennis Fong, Rob Pardo e Peter Levine .  Lo studio è stato acquisito completamente da Riot Games nell'aprile 2020.  Hytale è stato annunciato nel dicembre 2018, con il trailer che ha accumulato oltre 31 milioni di visualizzazioni in un mese. 
Il gioco, originariamente previsto per essere giocabile nel 2021, è stato ritardato più volte a causa dell'aumento della portata del gioco.   Nel luglio 2024, gli sviluppatori di Hytale hanno riferito che il gioco sarebbe stato migrato su un nuovo motore, un processo che avrebbe dovuto essere completato entro la fine dell'anno.  Il 23 giugno 2025, dopo oltre 10 anni di sviluppo, Donaghey ha annunciato la cancellazione e la chiusura di Hypixel Studios, citando la sua natura eccessivamente ambiziosa e la mancanza di investimenti rimanenti.   Il fondatore di Hypixel, Simon, che originariamente aveva venduto lo studio a Riot Games, ha indicato la volontà di provare a salvare il gioco, disposto a investire fino a 25 milioni di dollari. 

## Reception
Hytale è stato nominato nella categoria Most Wanted Game ai Golden Joystick Awards del 2019, ma ha perso contro Cyberpunk 2077.  Il gioco è stato anche nominato il più atteso ai Northern Ireland Game Awards del 2021.  Nel 2022, Hytale è stato riconosciuto come il "Miglior gioco in arrivo" agli Indie Game Awards. 

## Riferimenti
1. 1 2 3 4   Simpkins, First Look: Hytale is putting adventure and creativity at the heart of its ambitious block-building sandbox, su GamesRadar+, 24 February 2020. URL consultato il 27 February 2020.
2. 1 2 3   https://www.dualshockers.com/hytale-interview-hypixel-studios-pc-beta/.
3. ↑   https://www.rockpapershotgun.com/2019/08/21/cosplay-as-a-cat-and-more-with-hytales-mod-tools/.
4. 1 2  (EN)  https://www.northernirelandscreen.co.uk/news/hypixels-hytale-nominated-wanted-game-award/.
5. 1 2   Eurogamer,  https://www.eurogamer.net/articles/2018-12-13-hytale-is-a-brand-new-game-from-giants-of-the-minecraft-community.
6. ↑  (EN) Game developer Riot Games acquires Hypixel Studios, su www.spglobal.com. URL consultato il 19 febbraio 2021.
7. ↑   Hytale Team, Summer 2021 Development Update, su hytale.com. URL consultato il 1º July 2021.
8. ↑  (EN) An overview of Hytale's server technology, su Hytale. URL consultato il 24 maggio 2022.
9. 1 2   Summer 2022 Development Update, su hytale.com, July 22, 2022.
10. ↑  (EN)  https://www.newsletter.co.uk/business/videogame-developer-hypixel-studios-set-ni-headquarters-2543414.
11. ↑  (EN) Our team, su Hypixel Studios. URL consultato il 21 luglio 2022.
12. ↑   Phillips, Hytale is a brand new game from giants of the Minecraft community, backed by Riot, su Eurogamer, 13 December 2018. URL consultato il 3 novembre 2019.
13. ↑   RockPaperShotgun,  https://www.rockpapershotgun.com/2018/12/20/hytale-is-a-minecraft-follow-up-that-remembers-the-minigames/.
14. ↑   https://www.eurogamer.net/articles/2018-12-13-hytale-is-a-brand-new-game-from-giants-of-the-minecraft-community.
15. 1 2   Jarvey, Riot Games Leads Investment in Hypixel Game Studio, su The Hollywood Reporter, 13 Dec 2018. URL consultato il 14 Dec 2018.
16. ↑  (EN) Fogel, Creators of Popular 'Minecraft' Server Announce New Game 'Hytale', su Variety, 13 December 2018. URL consultato il 15 December 2018.
17. ↑   Takahashi, Beware, Minecraft and Roblox. Here comes the blocky world of Hytale, su VentureBeat, 13 December 2018. URL consultato il 15 December 2018.
18. ↑   Tarason, Hytale is a blocky sandbox RPG spawned from a massive Minecraft server, su Rock, Paper, Shotgun, Dec 13, 2018. URL consultato il Dec 17, 2018.
19. ↑   Webster, Riot continues to expand beyond League by acquiring studio behind Minecraft-like game, su theverge.com, 16 April 2020. URL consultato il 16 April 2020.
20. ↑   Fischer, First Trailer of 'Minecraft' Inspired Game 'Hytale' Has 31 Million Views In Less Than 30 Days, su comicbook.com, 12 January 2019.
21. ↑   Bailey, After 8 years, the Minecraft-inspired Hytale is still in the prototyping phase, and fans are running out of patience, su gamesradar.com, 1º December 2023. URL consultato il 23 April 2024.
22. ↑   Jones, 9 years into development, one-time Minecraft challenger Hytale is checking that its new engine can actually run its own game, su gamesradar.com, 30 July 2024. URL consultato l'8 January 2025.
23. ↑  (EN) A Difficult Update About Hytale, su Hytale. URL consultato il 23 giugno 2025.
24. ↑   Adhikary, Riot Games Killed Hytale, but Hypixel Founder Might Be Ready to Invest $25 Million to Save the Project, su fandomwire.com, 27 June 2025. URL consultato il 16 August 2025.
25. ↑   NI GAME AWARDS 2021: WINNERS, su Northern Island Screen, 9 March 2021. URL consultato il 31 May 2022.
26. ↑   Indie Game Awards 2022 Winners, su Indie Games Awards, 15 November 2022. URL consultato il 18 July 2024.

## Link esterni
- (EN) Sito ufficiale, su hytale.com.

Template:Riot Games